# Sumalia daraxa

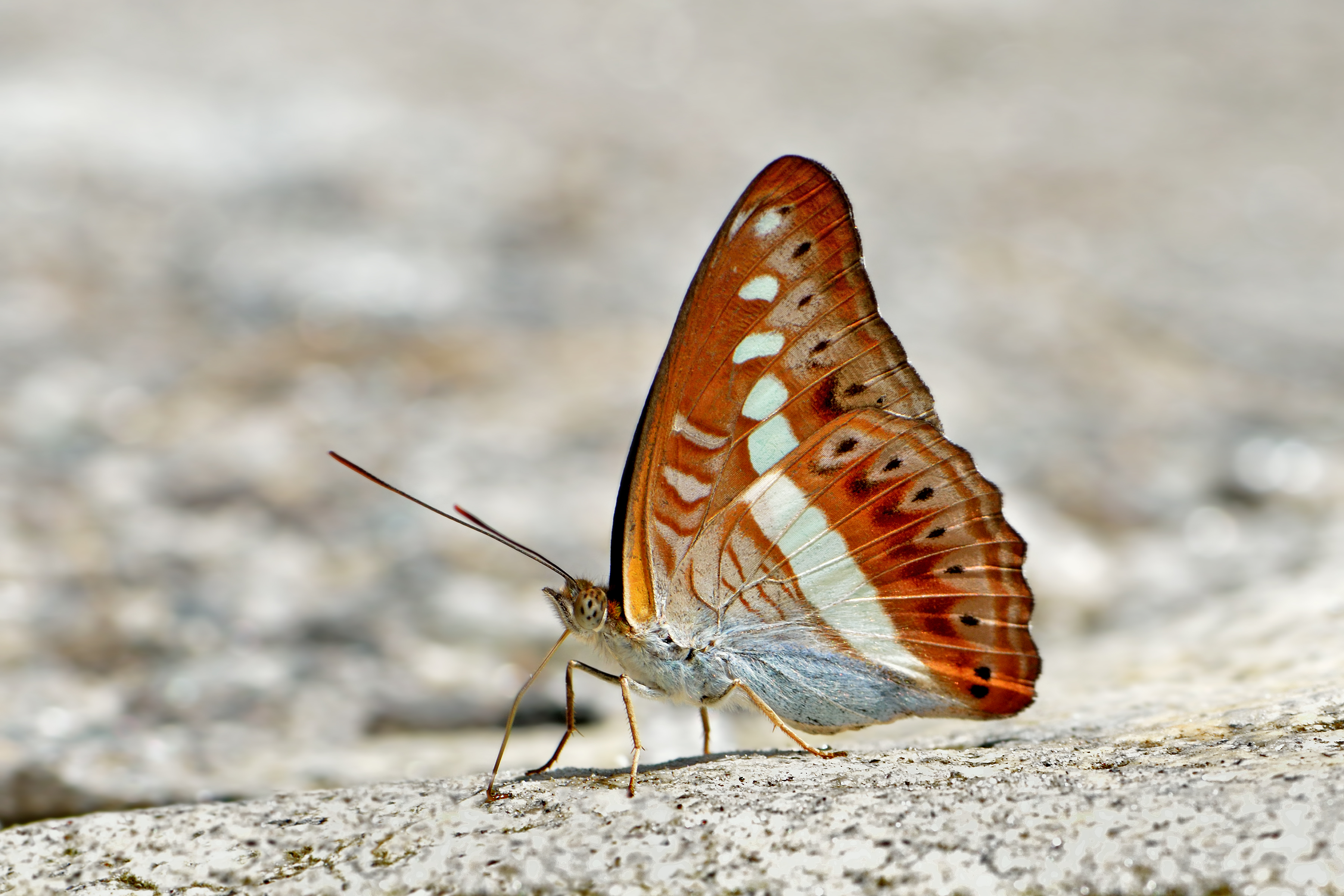
Flügelunterseite

Sumalia daraxa ist ein in Asien vorkommender Schmetterling (Tagfalter) aus der Familie der Edelfalter (Nymphalidae).

## Merkmale

### Falter
Die Flügelspannweite der Falter beträgt 60 bis 70 Millimeter. Die Vorderflügeloberseite bei Weibchen und Männchen zeigt eine dunkelbraune Grundfarbe. Über die Postdiskalregion erstreckt sich auf beiden Flügelpaaren eine hellgrüne Binde, die sich auf den Vorderflügeln in Richtung Apex in Flecke auflöst. Der grüne Farbton verblasst jedoch mit zunehmender Lebensdauer. In der Submarginalregion ist auf der Hinterflügeloberseite eine Reihe runder schwarzer Flecke erkennbar. Am Analwinkel hebt sich ein orangeroter Fleck ab. Auf den rotbraunen Flügelunterseiten ist die Zeichnung der Oberseiten etwas blasser und mit weißen Binden abgebildet. Die Basalregion der Hinterflügel ist cremefarben aufgehellt.

### Ähnliche Arten
Bei den ähnlichen Arten Bassarona recta und Bassarona teuta ist die Binde auf den Flügeln stets weiß bis weißgelb gefärbt und bei Euthalia duda auf der Hinterflügeloberseite darüber hinaus hellblau angelegt. Parasarpa dudu unterscheidet sich außer durch die weißen Binden zusätzlich durch zwei rostrote Makel am Vorderrand der Vorderflügeloberseite. 

## Vorkommen, Unterarten und Lebensraum
Das Verbreitungsgebiet der Art erstreckt sich von Indien, Burma und Thailand bis in den Südosten Chinas sowie nach Vietnam. Auf Borneo ist die Unterart Sumalia daraxa viridicans, auf Sumatra Sumalia daraxa theoda heimisch.
Sumalia daraxa besiedelt in erster Linie Waldränder und Flussufer. Die Höhenverbreitung reicht bis auf 2000 Meter.

## Lebensweise
Die Falter sind schwerpunktmäßig zwischen März und Oktober anzutreffen. Sie saugen gerne an feuchtem Erdreich, Exkrementen oder Tierkadavern, um Flüssigkeiten und Mineralstoffe aufzunehmen. Gelegentlich besuchen sie auch Blüten. Die Raupen ernähren sich von den Blättern von Pappel- (Populus) und Weidenarten (Salix).